# Фінта-Веке
Фінта-Веке (рум. Finta Veche) — село у повіті Димбовіца в Румунії. Входить до складу комуни Фінта.
Село розташоване на відстані 44 км на північний захід від Бухареста, 33 км на південний схід від Тирговіште, 97 км на південь від Брашова.

## Населення
За даними перепису населення 2002 року у селі проживали 235 осіб, з них 234 особи (99,6%) румунів. Рідною мовою 234 особи (99,6%) назвали румунську.